# Le Pin (Jura)
Pin – miejscowość i gmina we Francji, w regionie Burgundia-Franche-Comté, w departamencie Jura.
Według danych na rok 1990 gminę zamieszkiwało 256 osób, a gęstość zaludnienia wynosiła 91 osób/km² (wśród 1786 gmin Franche-Comté Pin plasuje się na 492. miejscu pod względem liczby ludności, natomiast pod względem powierzchni na miejscu 974.).